# Llista de filòsofs medievals
La filosofia medieval es desenvolupa des de la caiguda de l'Imperi Romà d'Occident (476) fins a la caiguda de Constantinoble l'any 1453.
L'era anterior en la història de la filosofia és la filosofia antiga, i la segueix la filosofia moderna.
A continuació es presenta una llista dels filòsofs més destacats d'aquest període.
| Índex A B C D E F G H I J K L M N O P Q R S T U V W X Y Z |

## A
- Abó de Fleury
- Abd-al-Latif al-Baghdadí
- Abraham Bar Hiyya
- Abu-l-Barakat
- Abu-s-Salt ad-Daní
- Adelard de Bath
- Agustí d'Hipona
- Al-Abharí
- Al-Amirí
- Al-Biruní
- Al-Farabí
- Al-Ghazalí
- Al-Jàhidh
- Al-Kindí
- Ar-Razí
- Alain de Lille
- Albert Magne
- Alexandre de Hales
- Anselm de Canterbury
- Ayn-al-Qudat Hamadhaní

## B
- Bernard de Chartres
- Boeci
- Boeci de Dàcia
- Bonaventura de Bagnoregio

## D
- Duns Escot
- Dante Alighieri

## E
- Mestre Eckhart
- Escot Eriúgena

## F
- Fakhr-ad-Din ar-Razí
- Francisco Suárez

## G
- Gabriel Biel
- Gersònides
- Gilbert de Poitiers
- Gil de Roma
- Godefridus de Fontaines
- Guillem d'Ockham (Occam)

## H
- Enric de Gant
- Hug de Sant Víctor

## I
- Ibn al-Arabí
- Ibn al-Hàytham (Alhazen)
- Ibn an-Nafís
- Ibn ar-Rawandí
- Ibn Bajja (Avempace)
- Ibn Gabirol
- Ibn Hazm
- Ibn Khaldun
- Ibn Massarra
- Ibn Miskawayh
- Ibn Ruixd (Averrois)
- Ibn Sabin
- Ibn Sina (Avicenna)
- Ibn Taymiyya
- Ibn Tufayl

## J
- Jean Buridan
- Joan de Jandun
- Joan de París
- John Hennon

## L
- Lambertus de Monte

## M
- Maimònides
- Manegold de Lautenbah
- Marsili de Pàdua
- Màslama al-Majrití

## N
- Nassir-ad-Din at-Tussí
- Nicolau Oresme

## O
- Orígenes

## P
- Pere Abelard

## Q
- Qutb-ad-Din Xirazí

## R
- Ramon Llull
- Ramon Sibiuda
- Raixid-ad-Din al-Hamadhaní
- Richard de Sant Víctor
- Robert Grosseteste
- Roger Bacon
- Roscelin de Compiègne

## S
- Siger de Brabant
- Suhrawardi

## T
- Tomàs d'Aquino

## Z
- Zakariya al-Qazwiní